# Almost Hear You Sigh
"Almost Hear You Sigh" er en sang fra The Rolling Stones som findes på deres album fra 1989, Steel Wheels.
Den blev skrevet af Mick Jagger, Keith Richards og Steve Jordan, og sangen blev først skrevet og indspillet som mulighed for at komme på Keith Richards første soloalbum Talk is Cheap. Lidt over et år senere spillede Richards nummeret for Chris Kimsey og Mick Jagger mens de indspillede i Montserrat, fra marts til juni, til deres nye album Steel Wheels. Jordans kredit til sangen stammer fra hans sammenarbejde med Richards i 1987 og 1988.
Jagger ændrede nogle af linjerne i sangen for at det lignede lidt mindre en Richards/ Jordan komposition, men stemningen og melodien på sagen er den samme på The Stones nummeret. Jaggers ændring kan ses i denne meget sætning:
| Citat | I can feel your tongue on mine, Silky smooth like wine, I'm living with those memories, That's all that's left of you and me | Citat |
|       | |       |

Udgivet som albummets tredje single i januar 1990 nåede "Almost Hear You Sigh" halvvejs op på Billboard Hot 100 i USA, og gik kun en anelse højere i England.